# تشارلي ويبر
تشارلي ويبر (بالإنجليزية: Charlie Weber)‏ (و. 1978 – م) هو ممثل، وممثل أفلام، وممثل تلفزيوني، وعارض، من الولايات المتحدة الأمريكية، ولد في جفرسون سيتي، ميزوري.

## وصلات خارجية
- تشارلي ويبر على موقع IMDb (الإنجليزية)
- تشارلي ويبر على موقع ألو سيني (الفرنسية)
- تشارلي ويبر على موقع أول موفي (الإنجليزية)
- تشارلي ويبر على موقع قاعدة بيانات الأفلام السويدية (السويدية)
- تشارلي ويبر على موقع قاعدة بيانات الفيلم (الإنجليزية)
- تشارلي ويبر على موقع كينوبويسك (الروسية)